# Vénérieu
Vénérieu é uma comuna francesa na região administrativa de Auvérnia-Ródano-Alpes, no departamento de Isère. Estende-se por uma área de 6 km². Em 2010 a comuna tinha 902 habitantes (densidade: 150,3 hab./km²).